# Hole in the Earth
Hole in the Earth (с англ. — «Дыра в земле») — песня американской группы Deftones, выпущенная как сингл с пятого студийного альбома Saturday Night Wrist. По словам вокалиста Чино Морено Hole in the Earth эта песня — отсылка к той суете, в которой они записывали альбом Saturday Night Wrist. После записи Морено почувствовал, что релиз не соответствует его представлениям о музыке и начал заниматься своим сольным проектом Team Sleep. Hole in the Earth дала Морено возможность разрешить проблемы, с которыми он и его коллеги по группе столкнулись при записи Saturday Night Wrist.

## Появления
Песня была выпущена в качестве загружаемого контента для Guitar Hero III: Legends of Rock 6 марта 2008 года и для серии игр Rock Bands 8 июня 2010 года. Она также была показана в видеоигре Saints Row 2.
Ремикс песни был спродюсирован Дэнни Лонером для саундтрека к фильму Другой мир: Восстание ликанов, выпущенного 13 января 2009 года.
Песня была также показана во время одной из сцен в чёрной комедии Конец света 2013: Апокалипсис по-голливудски.

## Список композиций
| №  | Название            | Длительность |
| -- | ------------------- | ------------ |
| 1. | «Hole in the Earth» | 4:09         |
| 2. | «Hexagram» (Live)   | 4:10         |

| №  | Название                          | Длительность |
| -- | --------------------------------- | ------------ |
| 1. | «Hole in the Earth»               | 4:11         |
| 2. | «My Own Summer (Shove It)» (Live) | 3:45         |
| 3. | «Hole in the Earth» (Video)       |              |

## Видеоклип
Видеоклип к песне снял Брайан Лаззаро.

## Участники записи
Deftones
- Чи Ченг — бас-гитара, бэк-вокал
- Стивен Карпентер — гитара
- Чино Морено — вокал, гитара
- Эйб Каннингем — барабаны
- Фрэнк Делгадо — синтезатор

Производство
- Продюсер — Боб Эзрин

## Чарты
| Чарт (2006—2007)                    | Номер позиции |
| ----------------------------------- | ------------- |
| США (Billboard Alternative Airplay) | 18            |
| США (Billboard Mainstream Rock)     | 19            |